# Madonna in trono che adora il Bambino dormiente
La Madonna in trono che adora il Bambino dormiente nota anche come Madonna della Milizia da Mar è un dipinto del pittore veneziano Giovanni Bellini realizzato circa nel 1473-1475 e conservato nelle Gallerie dell'Accademia a Venezia.

## Descrizione e stile
Il dipinto ha per soggetto la Maria Vergine seduta sul trono che adora il Gesù bambino che dorme. Sopra la testa ha un'aureola e i capelli coperti da un velo bianco; l'abbigliamento presenta una veste rossa con un mantello scuro che cade fino al basamento. Le mani sono giunte in orazione, il bambino nelle ginocchia dorme. Lo sfondo è caratterizzato dal cielo con delle nuvole.